# 阿久圭介
阿久 圭介（あく けいすけ、2000年1月30日 - ）は、日本のモデル・俳優である。栃木県出身。ソニー・ミュージックアーティスツ所属。

## 出演

### テレビドラマ
- ロンリのちから（2015年6月19日 - 、NHK Eテレ） - 来緋 役
- 痛快TV スカッとジャパン（2015年7月6日、フジテレビ） - 中学生の告白に出演
- 表参道高校合唱部!  第4話（2015年8月7日、 TBS） - ヤンキー 役

### 映画
- たまこちゃんとコックボー（2015年3月28日公開） - 磯野優太 役
- トモダチゲーム
- 金メダル男

### 雑誌
- ニコラ（2014年8月 - ） - 専属メンズモデル

### CM
- ベネッセ「勉強なんでも相談室篇」（2014年12月）
- モンスト ハードル編 -主人公役

### 舞台
- 月刊ASUKA30周年記念興行 舞台「百千さん家のあやかし王子」（2015年6月10日　- 14日、博品館劇場） - 厨子 役